# Brucomela

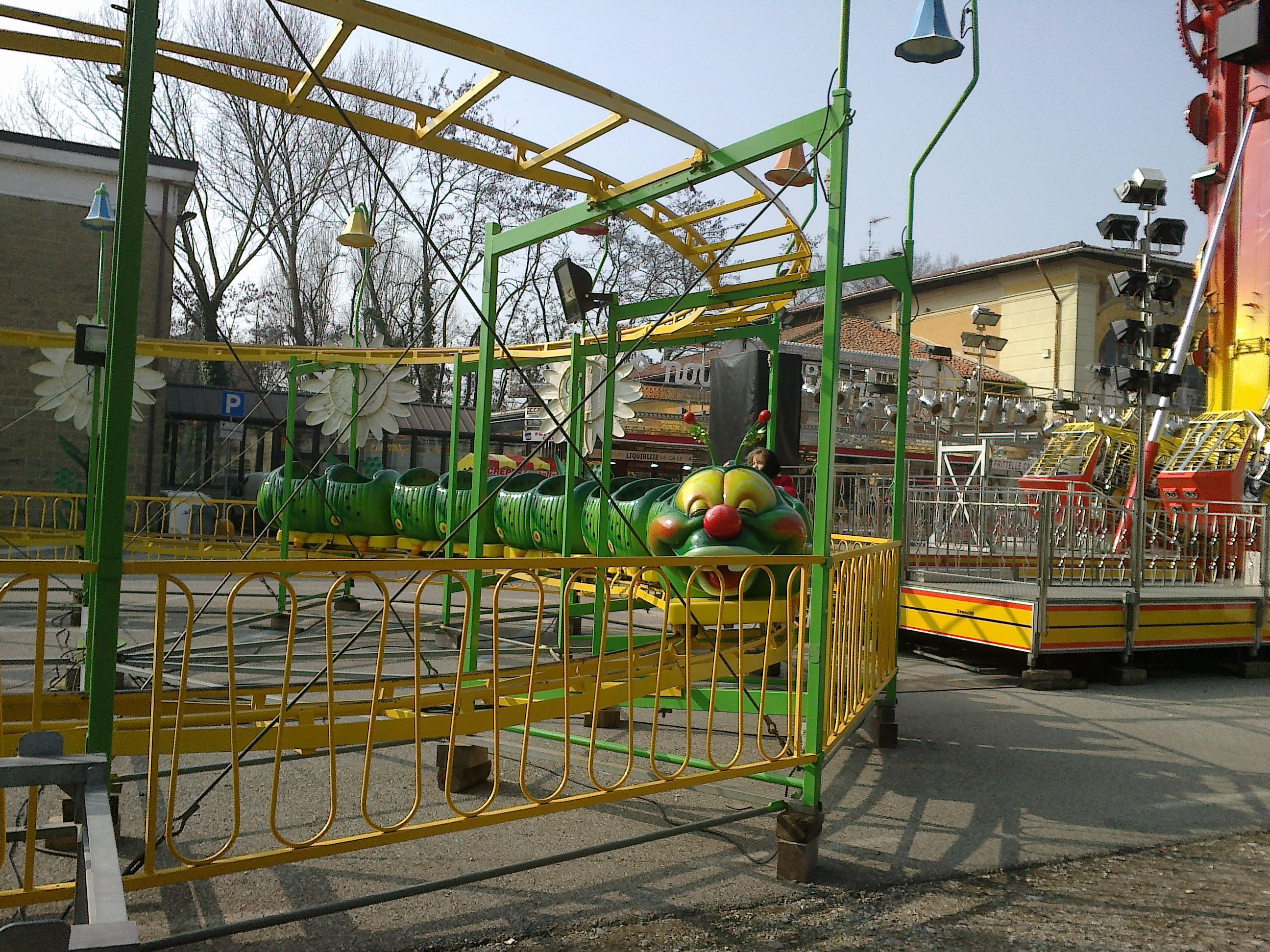
Brucomela alla Fiera di Sant'Anselmo a Mantova nel 2013.

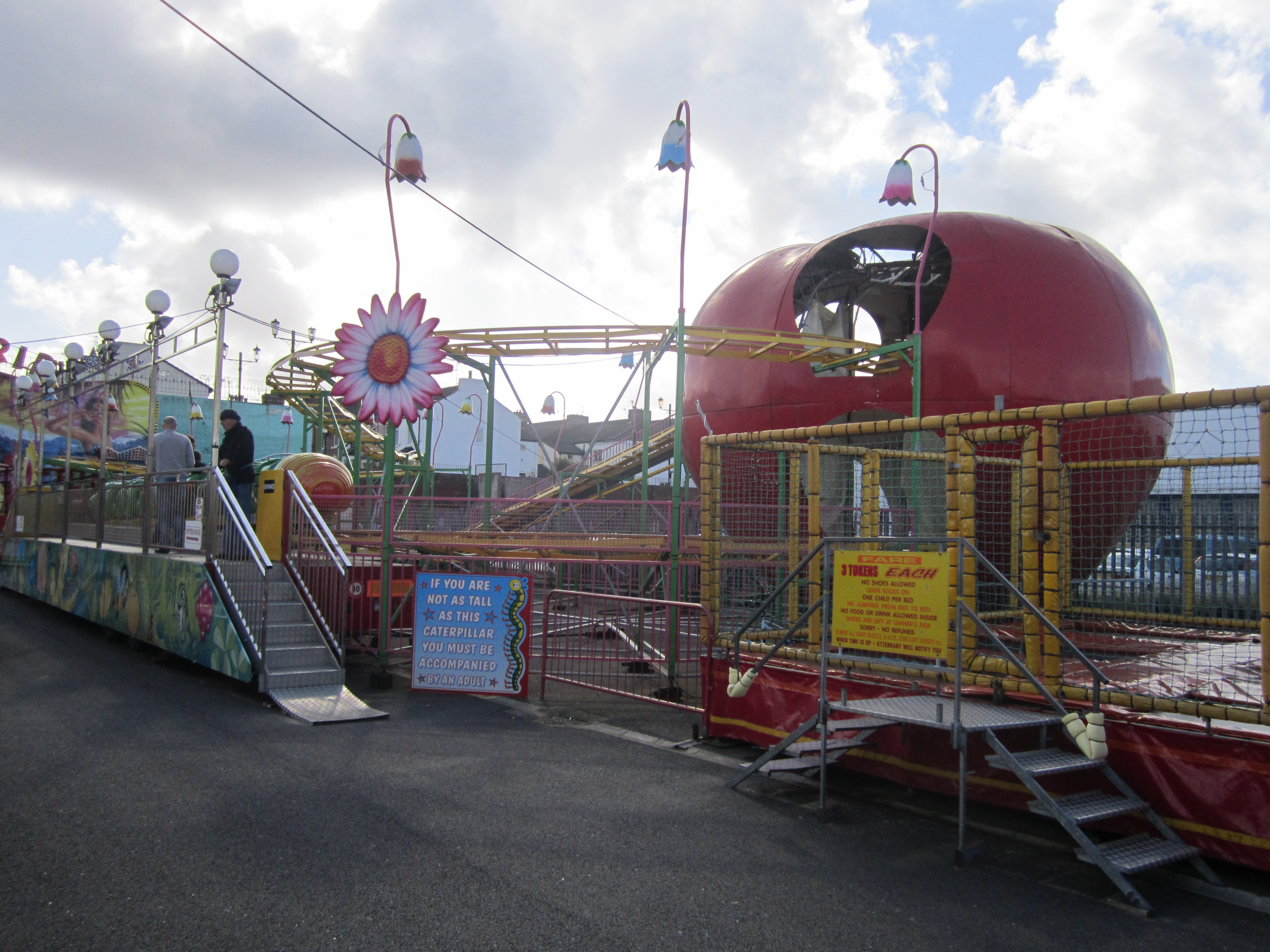
Brucomela alla funfair di Brighton. Ben visibile "la mela" dentro cui "il bruco" transita, simulando ciò che avviene in natura.

Il brucomela (anche Bruco Mela o Brucamèla) è un'attrazione classica da luna park, una tipologia di montagne russe tradizionalmente dedicata a una clientela di bambini.

## Storia
Il Brucomela fu ideato dal progettista Armando Tamagnini per il parco di Fiabilandia. Tamagnini progettò una giostra adatta all’atmosfera fiabesca del parco, ispirata alla classica immagine del bruco che baca la mela. L'attrazione aprì nel 1977. Il nome dell'attrazione si estese poi all'intera tipologia, mentre nei paesi anglofoni il Brucomela viene chiamato Caterpillar Coaster ("montagne russe del bruco") oppure, familiarmente, Wacky Worm ("verme pazzerello").

## Caratteristiche
Il Brucomela appartiene alla tipologia di montagne russe denominate minicoaster/family coaster. I treni di questo tipo di ottovolante non raggiungono un'elevata velocità e non compiono giri della morte o loop: il percorso, generalmente breve, prevede un discreto numero di curve, salite e discese a velocità moderata. Generalmente i vagoni sono monoposto, ma la seduta è abbastanza capiente da ospitare due bambini o un bambino e un adulto; non sono dotati di spalliera o imbracatura pettorale, ma è presente una barra di sicurezza da abbassare fino all'altezza delle gambe, che si blocca alla partenza del treno per sbloccarsi automaticamente solo alla fine del giro, a treno completamente fermo. Nella discesa principale è presente un freno, che ha la funzione di limitare l'accelerazione. Nella versione da luna park, parte del percorso si svolge in genere all'interno di una tensostruttura a forma di gigantesca mela. Non mancano tuttavia varianti a forma di serpente, drago o altro animale dal corpo allungato.
Il Brucomela è spesso presente nei luna park itineranti, infatti, nonostante le dimensioni apparentemente rilevanti, l'attrazione è progettata per essere smontata e autotrasportata agevolmente. A tal fine, negli esemplari mobili è in genere incorporata una gru semovente, che consente di effettuare le manovre di montaggio e smontaggio direttamente dal rimorchio senza ricorrere ad una gru esterna; ciò è particolarmente utile in contesti in cui molte attrazioni si affollano in poco spazio.
Oltre alla consolidata presenza nei luna park itineranti, il brucomela è ormai una presenza fissa anche nell'area bambini dei parchi a tema e luna park stabili. In Italia un Brucomela è presente, fra l'altro, a LunEur, Gardaland (il cui Ortobruco tour è considerato il brucomela dal tracciato più lungo del mondo), Fiabilandia (dove incorpora tra l'altro gli elementi di un treno fantasma), Mirabilandia, Rainbow Magicland, Cavallino Matto, al "Cavalluccio Marino" di Cagliari e a Gameland Park.